# Cryovolcan
«  Cryovolcanisme » redirige ici. Ne pas confondre avec Glaciovolcanisme.

Modèle dit du « geyser froid ». De l'eau s'échappe de poches situées en profondeur à une température proche du point de fusion (273 K) pour se sublimer à la surface du satellite. La radioactivité du noyau, ainsi que l'action des forces de marée, contribuent à maintenir ces poches à température.

Un cryovolcan est littéralement un volcan de glace. Les cryovolcans se forment sur des lunes glacées et probablement sur d'autres objets astronomiques à très basses températures comme ceux de la ceinture de Kuiper.
Au lieu de lave, ces volcans éjectent des éléments volatils comme de l'eau, de l'ammoniac ou du méthane. Ces substances généralement liquides sont appelées cryomagma mais peuvent aussi être sous forme de vapeur. Après éruption, ce cryomagma se solidifie à cause des très basses températures. 
L'énergie requise pour faire fondre la glace et produire le cryovolcanisme provient des forces de marée. Il est possible que les matériaux, une fois gelés et translucides, provoquent un effet de serre qui accumulerait la chaleur nécessaire. Sur les objets de la ceinture de Kuiper tel Quaoar, la source d'énergie pourrait être la radioactivité.

## Observations

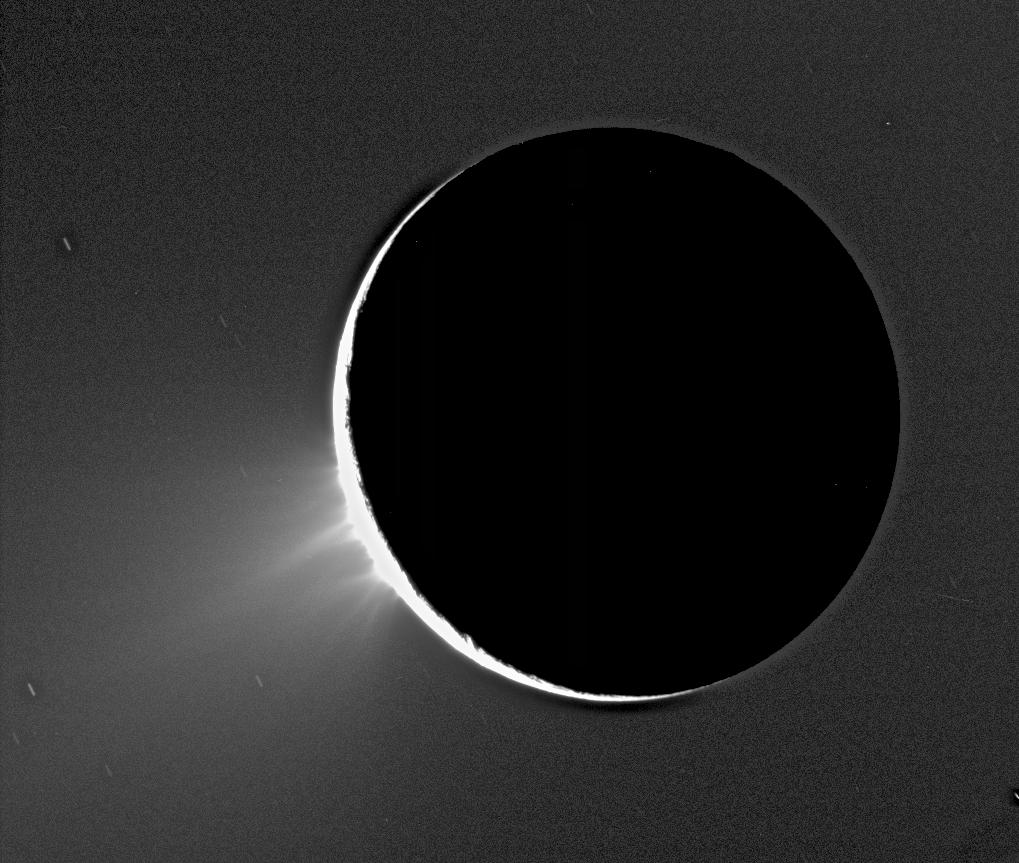
Jets de matière au-dessus du pôle sud d'Encelade.

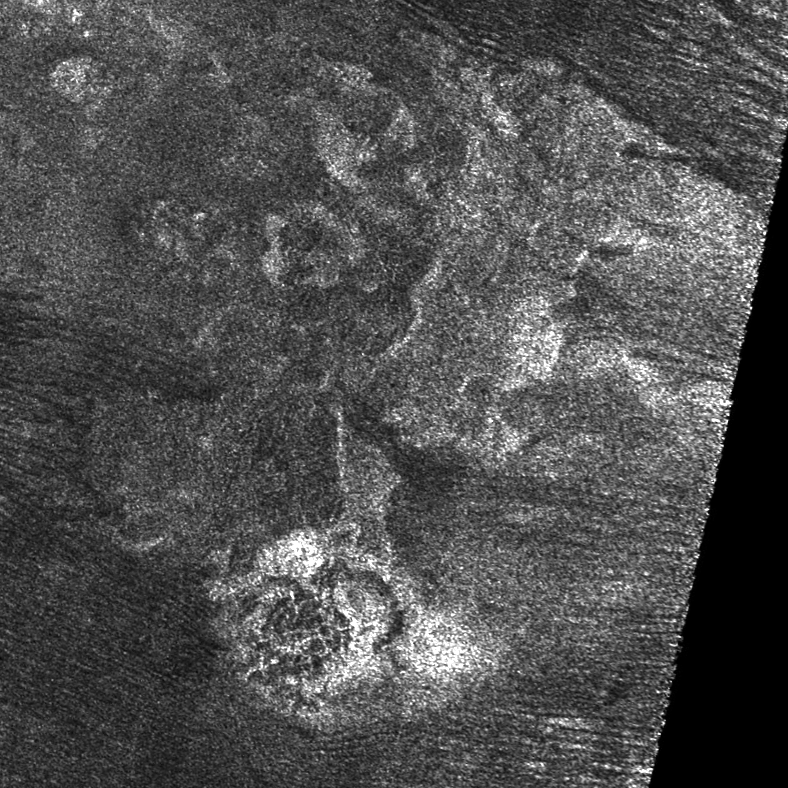
Doom Mons, l'un des cryovolcans identifié de la manière la plus fiable sur Titan, la lune de Saturne.

Les premiers cryovolcans ont été découverts sur Triton, l'une des lunes de Neptune, lors de son survol par Voyager 2 en 1989.
La mission Cassini-Huygens a trouvé des cryovolcans de méthane sur Titan ; ce volcanisme est maintenant considéré comme la source principale de ce gaz dans son atmosphère. Certains scientifiques pensent que ces cryovolcans pourraient abriter une vie extraterrestre, à la manière de monts hydrothermaux qui abritent tout un écosystème au sein du désert biologique des fosses marines.
Des preuves indirectes de cryovolcanisme ont été observées sur d'autres lunes glacées incluant Europe, Ganymède et Miranda.
En 2005, Cassini a photographié des geysers sur le pôle sud d'Encelade (voir aussi : Cryovolcanisme sur Encelade).
En 2007, des observations effectuées par l'Observatoire Gemini montrant des plaques d'hydrates d'ammoniaque et des cristaux d'eau à la surface de la lune de Pluton, Charon, suggèrent la présence de cryovolcans actifs ou de cryogeysers,. Les observations suivantes de New Horizons en 2015 ont révélé que Charon a une surface jeune, ce qui soutient cette idée. Pluton elle-même a deux éléments qui ont été identifiés comme cryovolcans possibles, étant des montagnes avec des pics indentés.
En 2015, deux taches lumineuses à l'intérieur d'un cratère de la planète naine Cérès ont été imagées par Dawn, conduisant à des spéculations sur une éventuelle origine cryovolcanique.

### Pages annexes
- Cryovolcanisme sur Encelade.